# Пајни Вју (Западна Вирџинија)
Пајни Вју (енгл. Piney View) насељено је место без административног статуса у америчкој савезној држави Западна Вирџинија.

## Демографија
По попису из 2010. године број становника је 989, што је 57 (-5,4%) становника мање него 2000. године.
| Група             | 2000.         | 2010.       |
| Белци             | 1.019 (97,4%) | 964 (97,5%) |
| Афроамериканци    | 12 (1,1%)     | 7 (0,7%)    |
| Азијати           | 1 (0,1%)      | 2 (0,2%)    |
| Хиспаноамериканци | 10 (1,0%)     | 3 (0,3%)    |
| Укупно            | 1.046         | 989         |